# Alpine Bau
Alpine Bau este o companie de construcții din Austria, cu afaceri anuale de circa 2,6 miliarde de euro.

## Alpine Bau în România
Compania a intrat pe piața din România în 1998, iar un an mai târziu a achiziționat pachetele majoritare ale companiilor Granitul București și Scaep Giurgiu Port, care au asigurat materia primă necesară proiectelor sale de construcții în România.
La început a fost un acționariat mixt între grupul austriac Alpine și omul de afaceri Ion Țiriac, care s-a pastrat până în 2005, când Alpine a achiziționat participația deținută de Țiriac.
Compania deține o stație de asfalt la Sovata cu o capacitate de producție de 160 de tone/oră și una la București, cu o producție de 240 de tone/oră.
Cifra de afaceri:
| An            | 2011 | 2009 | 2008 |
| ------------- | ---- | ---- | ---- |
| milioane euro | 100  | 107  | 80   |